# Diócesis de Campo Mourão
La diócesis de Campo Mourão (en latín: Dioecesis Campi Moranensis y en portugués: Diocese de Campo Mourão) es una circunscripción eclesiástica de la Iglesia católica en Brasil. Se trata de una diócesis latina, sufragánea de la arquidiócesis de Maringá. Desde el 6 de diciembre de 2017 su obispo es Bruno Elizeu Versari.

## Territorio y organización
La diócesis tiene 11 924 km² y extiende su jurisdicción sobre los fieles católicos de rito latino residentes en 28 municipios del estado de Paraná: Campo Mourão, Araruna, Barbosa Ferraz, Boa Esperança, Campina da Lagoa, Corumbataí do Sul, Engenheiro Beltrão, Farol, Fênix, Goioerê, Iretama, Janiópolis, Juranda, Jussara, Luiziana, Mamborê, Mariluz, Moreira Sales, Nova Cantu, Peabiru, Quarto Centenário, Quinta do Sol, Rancho Alegre, Roncador, Terra Boa y Ubiratã.
La sede de la diócesis se encuentra en la ciudad de Campo Mourão, en donde se halla la Catedral de San José.
En 2021 en la diócesis existían 41 parroquias agrupadas en 5 decanatos: Campo Mourão, Engenheiro Beltrão, Goioerê, Ubiratã e Iretama.

## Historia
La diócesis fue erigida el 20 de junio de 1959 con la bula Cum venerabilis del papa Juan XXIII, obteniendo el territorio de la prelatura territorial de Foz do Iguaçu, simultáneamente suprimida. Originalmente era sufragánea de la arquidiócesis de Curitiba.
El 28 de noviembre de 1964 cedió una porción de su territorio para la erección de la diócesis de Apucarana mediante la bula Munus apostolicum del papa Pablo VI.
El 16 de diciembre de 1965 cedió otra porción de su territorio para la erección de la diócesis de Guarapuava mediante la bula Christi vices del papa Pablo VI.
El 31 de octubre de 1970 pasó a formar parte de la provincia eclesiástica de la arquidiócesis de Londrina.
El 26 de mayo de 1973 cedió otra porción de territorio para la erección de la diócesis de Umuarama mediante la bula Apostolico officio del papa Pablo VI.
El 16 de octubre de 1979 se convirtió en sufragánea de la arquidiócesis de Maringá.

## Estadísticas
Según el Anuario Pontificio 2022 la diócesis tenía a fines de 2021 un total de 346 876 fieles bautizados.
| Año                                                                             | Población            | Población | Población      | Sacerdotes | Sacerdotes    | Sacerdotes    | Bautizados por sacerdote | Diáconos permanentes | Religiosos | Religiosos | Parroquias |
| Año                                                                             | Bautizados católicos | Total     | % de católicos | Total      | Clero secular | Clero regular | Bautizados por sacerdote | Diáconos permanentes | Varones    | Mujeres    | Parroquias |
| ------------------------------------------------------------------------------- | -------------------- | --------- | -------------- | ---------- | ------------- | ------------- | ------------------------ | -------------------- | ---------- | ---------- | ---------- |
| 1959                                                                            | ?                    | 250 000   | ?              | 18         | 7             | 11            | ?                        |                      |            |            | 15         |
| 1966                                                                            | 900 000              | 1 050 000 | 85.7           | 18         | 18            |               | 50 000                   |                      | 30         | 120        | 30         |
| 1970                                                                            | ?                    | 1 550 000 | ?              | 63         | 13            | 50            | ?                        |                      | 22         | 59         | 29         |
| 1976                                                                            | 630 000              | 700 000   | 90.0           | 34         | 8             | 26            | 18 529                   |                      | 26         | 47         | 23         |
| 1980                                                                            | 500 000              | 550 000   | 90.9           | 42         | 11            | 31            | 11 904                   |                      | 34         | 55         | 25         |
| 1990                                                                            | 361 000              | 447 000   | 80.8           | 49         | 27            | 22            | 7367                     | 5                    | 26         | 37         | 33         |
| 1999                                                                            | 471 000              | 522 000   | 90.2           | 46         | 30            | 16            | 10 239                   | 7                    | 32         | 60         | 38         |
| 2000                                                                            | 281 449              | 351 812   | 80.0           | 45         | 32            | 13            | 6254                     | 7                    | 14         | 59         | 38         |
| 2001                                                                            | 285 616              | 357 020   | 80.0           | 49         | 34            | 15            | 5828                     | 7                    | 19         | 57         | 38         |
| 2002                                                                            | 281 449              | 357 020   | 78.8           | 47         | 31            | 16            | 5988                     | 7                    | 20         | 55         | 38         |
| 2003                                                                            | 285 852              | 357 020   | 80.1           | 47         | 33            | 14            | 6081                     | 7                    | 22         | 48         | 43         |
| 2004                                                                            | 292 012              | 356 244   | 82.0           | 47         | 33            | 14            | 6213                     | 6                    | 35         | 54         | 38         |
| 2006                                                                            | 292 012              | 356 244   | 82.0           | 59         | 45            | 14            | 4949                     | 6                    | 28         | 61         | 38         |
| 2013                                                                            | 320 000              | 389 000   | 82.3           | 59         | 49            | 10            | 5423                     | 5                    | 22         | 55         | 38         |
| 2016                                                                            | 328 800              | 398 000   | 82.6           | 63         | 55            | 8             | 5219                     | 20                   | 21         | 69         | 40         |
| 2019                                                                            | 336 740              | 407 620   | 82.6           | 65         | 59            | 6             | 5180                     | 20                   | 42         | 73         | 41         |
| 2021                                                                            | 346 876              | 349 145   | 99.4           | 68         | 60            | 8             | 5101                     | 20                   | 32         | 74         | 41         |
| Fuente: Catholic-Hierarchy, que a su vez toma los datos del Anuario Pontificio. |                      |           |                |            |               |               |                          |                      |            |            |            |

## Episcopologio
- Elizeu Simões Mendes † (17 de octubre de 1959-3 de diciembre de 1980 renunció)
- Virgílio de Pauli † (8 de mayo de 1981-21 de febrero de 1999 falleció)
- Mauro Aparecido dos Santos † (21 de febrero de 1999 por sucesión-31 de octubre de 2007 nombrado arzobispo de Cascavel)
- Francisco Javier Del Valle Paredes (24 de diciembre de 2008-6 de diciembre de 2017 retirado)
- Bruno Elizeu Versari, por sucesión el 6 de diciembre de 2017